# Facundo Mura
Facundo Mura (ur. 23 marca 1999 w General Roca) – argentyński piłkarz występujący na pozycji prawego obrońcy, od 2022 roku zawodnik Racing Clubu.